# Carrantuohill
Der Carrauntoohil oder Carrantuohill [ˌkærənˈtuːl] (irisch Corrán Tuathail [ˈkɔɾɑːn̪ ˈtuːhɪlʲ]) ist mit 1039 Metern der höchste Berg der irischen Insel. Er liegt im Südwesten der Insel im County Kerry und gehört zu den Macgillycuddy’s Reeks. Ein etwa fünf Meter hohes Metallkreuz ziert den Gipfel.

## Name
Die Ordnance-Survey-Ireland-Karten benutzen den Namen Carrauntoohil, auch die Schreibweisen Carrantoohil, Carrantouhil, Carrantuohill und Carrauntuohill kommen vor.
„Carrantuohill“ ist eine Anglisierung des irischen Ortsnamens. Dessen Etymologie ist unsicher. „Corrán Tuathail“ kann als „umgedrehte Sichel“ oder als „Sichel des Tuathal“ übersetzt werden (tuathal = Richtung entgegen der Sonne / des Uhrzeigers; Tuathal mit anderer Etymologie aber auch Vorname).

## Aufstiegsrouten
Der Berg wird meist von Norden vom Wanderparkplatz Cronins Yard entlang Hag’s Glen und über die steile wasserführende Devil’s Ladder und dann über den Südost-Grat bestiegen. Spezielle Gebirgsausrüstung ist nicht erforderlich. Trittsicherheit und gute Bergstiefel sind jedoch in der Devil’s Ladder angebracht. In den letzten Jahren ist die Aufstiegsroute durch lose Steine und Geröll gefährlich geworden (Stand 2005).
Ein schwieriger Anstieg "Brother O’Shea’s Gully" führt über den Nordwest-Grat bei dem zwei leichte Kletterstellen im I. Grad zu überwinden sind zum Gipfel.
Die Wetterbedingungen sind wechselhaft. Bei Regen oder dichten Wolken ist ein Aufstieg gefährlich, da die Devil’s Ladder dann Wasser führen kann und extrem rutschig ist. Wegen falscher Ausrüstung verunglücken Touristen gelegentlich, auch tödlich.

## Bilder

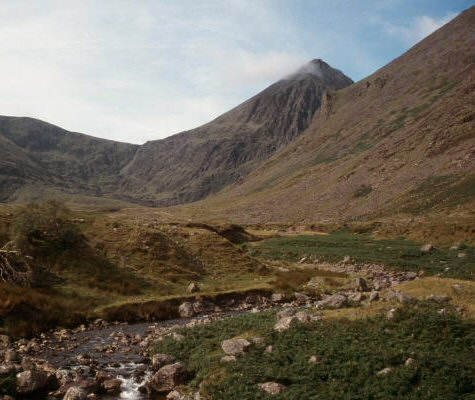
Carrantuohill und Hag’s Glen
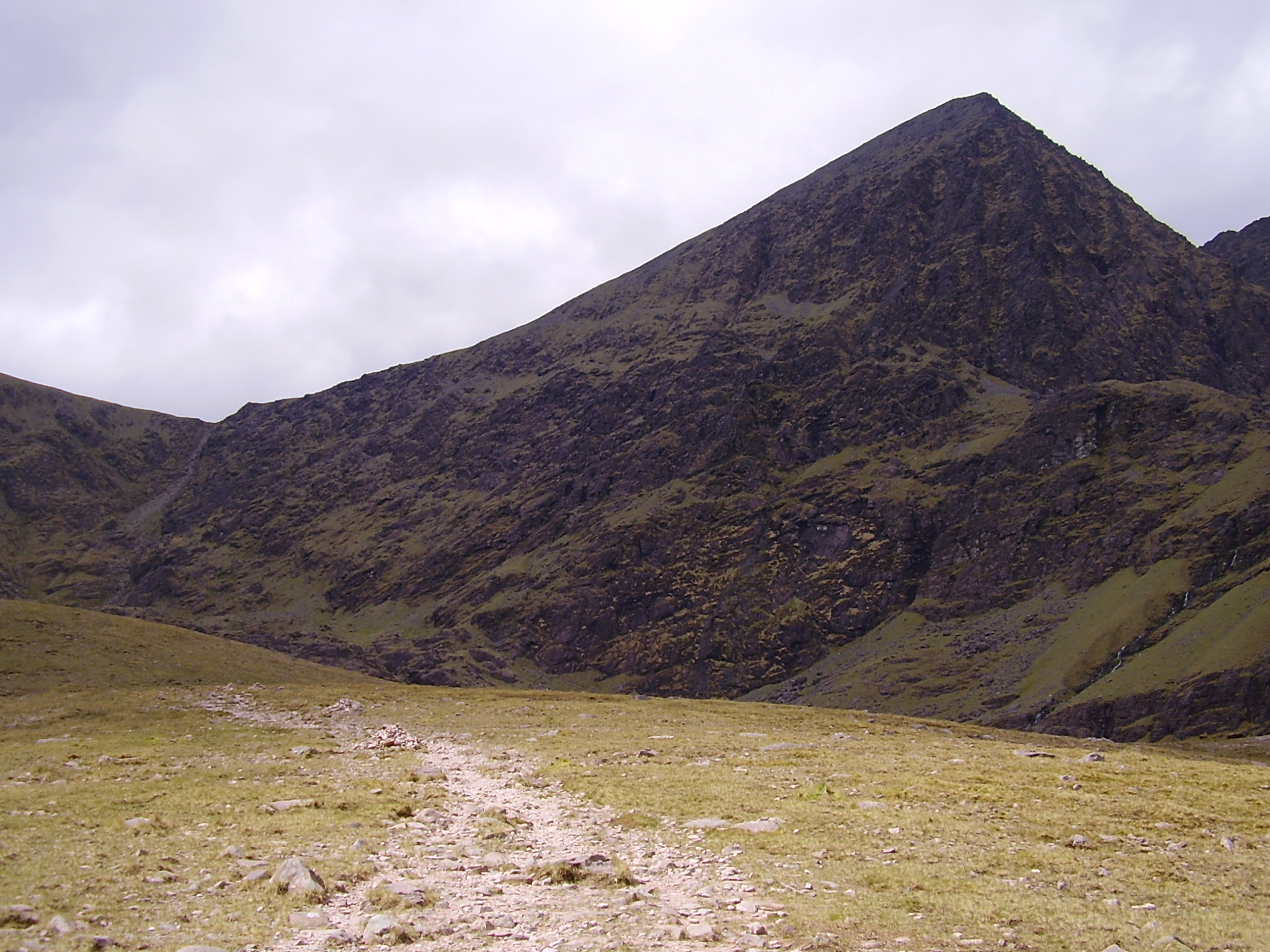
Carrantuohill von Hag’s Glen, links die Devil’s Ladder
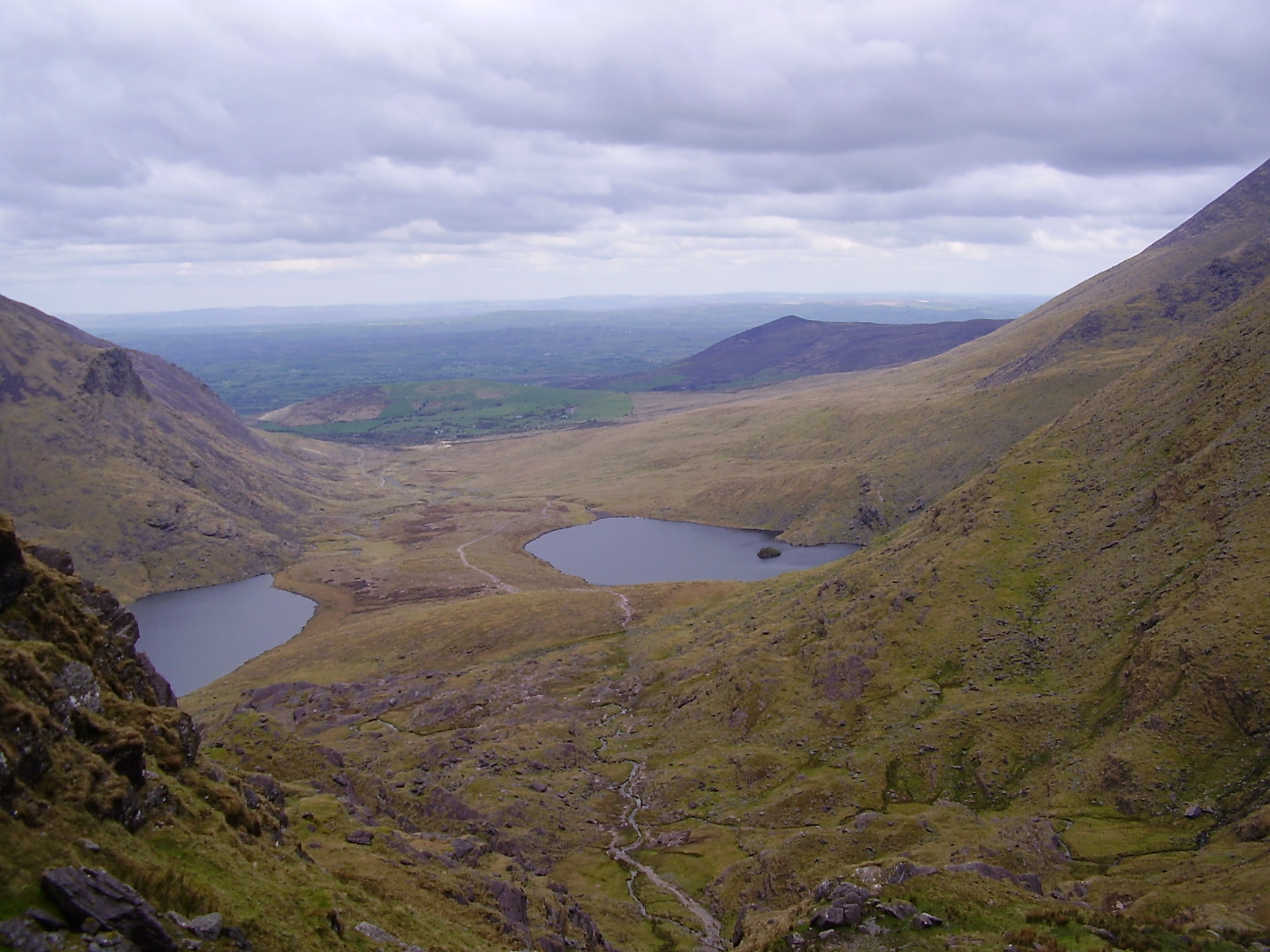
Hags Glen vom oberen Ende der Devil’s Ladder, rechts Lough Callee, links Lough Gouragh
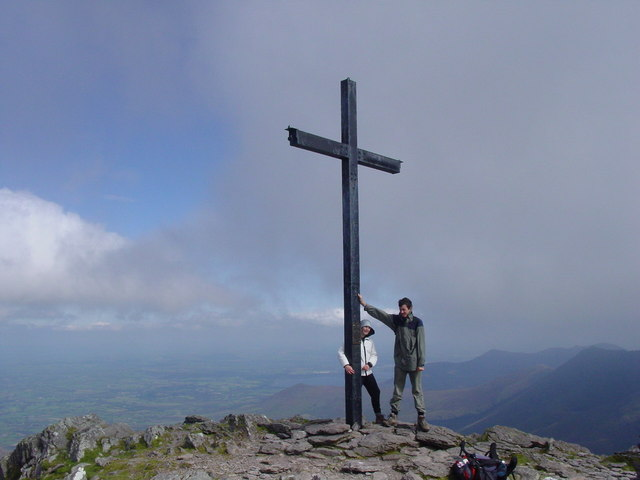
Das Gipfelkreuz